# Lazarevo
Lazarevo (serbisch-kyrillisch Лазарево, deutsch Lazarfeld, ungarisch Lázárföld) ist ein Ort im Banat in der autonomen serbischen Provinz Vojvodina. Er gehört mit ca. 3000 Einwohnern zu der Opština von Zrenjanin.

## Name
Der Ortsname leitet sich vom Namen Lázár ab, dem Familiennamen seines Gründers, dem Großgrundbesitzer János Lázár von Etschka, Sohn des wohlhabenden Armeniers Lukács Lázár aus Szamosújvár in Siebenbürgen.  Der Ort wurde als Lazarfeld gegründet und wie Las'rfeld gesprochen.
Als ungarischer Name wird zunächst Lazarfalva, also Lazardorf, verwendet. Nachdem 1830 das Ungarische auch im Banat als Verwaltungssprache eingeführt wurde, wurde der Ort als Lázárföldje bezeichnet.  Ab 1860 wurde schließlich nur mehr Lázárföld geschrieben. Durch das Gesetz über die Magyarisierung von Ortsnamen von 1898 musste dieser Name als alleinige Bezeichnung verwendet werden.
Da der Ort an jener Stelle angelegt wurde, wo ehemals auf der Einöde namens Martinica puszta fünf Häuser standen, bezeichnete man im Serbischen den Ort zunächst auch als Martinica oder Pet kuća, letzteres steht für „Die fünf Häuser“. Nach 1918 wurde der Ort in Lazarevo umbenannt.

## Geografie
Lazarevo liegt in der flachen Pannonischen Tiefebene im Okrug Srednji Banat, dem mittleren Banat, im Einzugsgebiet der etwa 12 Kilometer westlich liegenden Stadt Zrenjanin.

## Geschichte

### Urgeschichte und Antike
Jüngste archäologische Funde im 12 Kilometer entfernten Zrenjanin und dessen Einzugsgebiet zeigen, dass in der Region bereits seit der Urgeschichte Menschen siedelten. In Lazarevo selbst wurden keine archäologische Funde registriert, jedoch fand man solche in den Nachbarorten Banatski Despotovac, Klek, Stajićevo, Botoš und Ečka.

### Von der Gründung bis zum Ende des Ersten Weltkriegs (1800–1918)

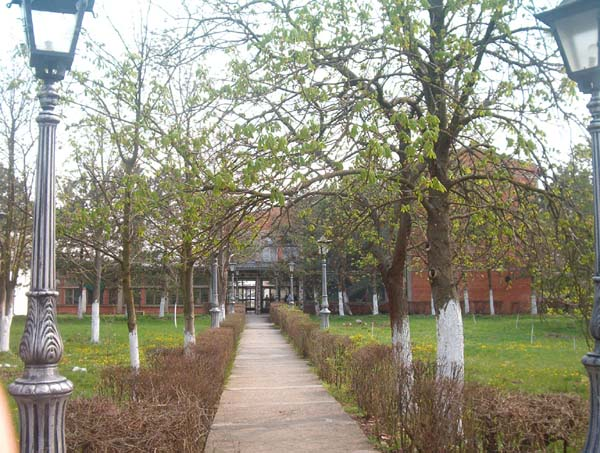
Park im Zentrum von Lazarevo (2006)

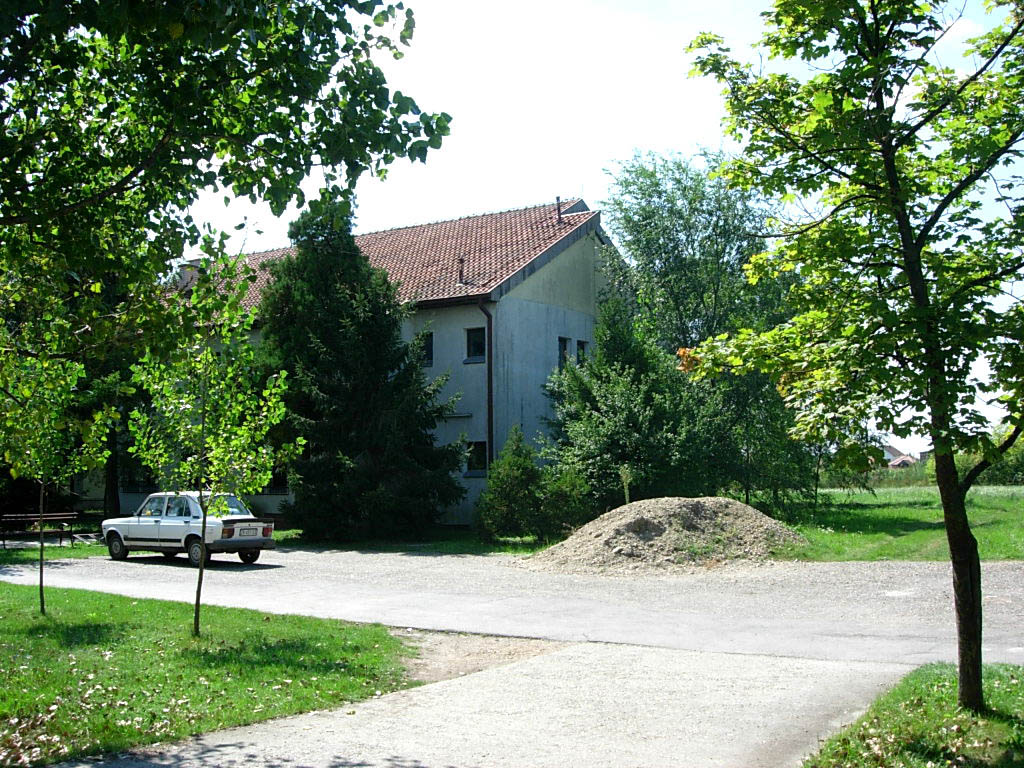
Das Dorfkrankenhaus (2006)

Die Ursprünge von Lazarevo liegen in der Ansiedlung des Armeniers Lukács Lázár im benachbarten Etschka. Dieser war Viehhändler und Sohn eines wohlhabenden Kaufmanns aus Siebenbürgen. Lukács Lázár ersteigerte bei einer Auktion 1781 in Wien einen Großgrundbesitz in der Region, woraufhin er gemeinsam mit seiner Frau und vier Söhnen nach Etschka zog. Unter Lukács Lázár erlebte die Siedlung Etschka, die zum Königreich Ungarn gehörte, eine Blütezeit. Nach dessen Tod im Jahr 1783 übernahm dessen Sohn János Lázár die zuvor begonnenen Verhandlungen über die geplante Ansiedlung von Donauschwaben in der Region, die dort das Land urbar machen sollten. Die Siedlung wurde schließlich im Jahr 1800 von János Lázár gegründet und nach seinem Gründer benannt.
In den ersten drei Jahren gehörte Lazarfeld noch zur Pfarre Etschka. 1803 wurde durch die Patronatsherrschaft ein selbständiges Pfarramt eingerichtet. In den folgenden Jahrzehnten gab es bei der Erneuerung der Pachtverträge häufig Unstimmigkeiten und Reibereien, welche zur Abwanderung mehrerer Familien führten.
Von 1807 bis 1809 wurde die katholische Kirche erbaut. Der ursprünglich schlanke und spitze Kirchturm musste 1842 wegen Schäden im Dach abgetragen werden und erhielt daraufhin eine abgerundete Form.
1831 starben bei einer Choleraepidemie im Ort über 250 Menschen.
Von 1849 bis 1860 gehörte die Siedlung zur Woiwodschaft Serbien und Temescher Banat.
1889 wurde Lazarfeld an die Eisenbahnstrecke Großbetschkerek–Werschetz angeschlossen. Auf Beschluss der ungarischen Regierung mussten 1890 alle Gassen umbenannt, das heißt, mit ungarischen Namen versehen werden.
Bei der Volkszählung 1910 gaben 1842 Deutsch, 32 Ungarisch, 14 Rumänisch, 1 Kroatisch und 14 eine andere Sprache als Muttersprache an. 508 gaben an, die Staatssprache Ungarisch zu beherrschen. Von der Bevölkerung waren außerdem 1875 römisch-katholisch, 13 griechisch-katholisch, 7 evangelisch, 3 orthodox, 2 jüdisch und 1 reformiert.

### Zwischenkriegszeit (1918–1941)
Der Erste Weltkrieg, in welchem 95 Lazarfelder fielen, besiegelte die Teilung des Banats. Lazarfeld wurde Teil des neugegründeten Königreich der Serben, Kroaten und Slowenen und in Lazarevo umbenannt. Zum ersten Mal seit 1883 konnte unter der neuen Regierung nun wieder auch Deutsch an der Schule unterrichtet werden. Die Errichtung einer deutschen Lehrerbildungsanstalt in Veliki Bečkerek (1933 verlegt nach Vrbas) wurde allerdings erst 1931 bewilligt.
Durch die Agrarreform 1921 wurden die deutschen und ungarischen Großgrundbesitzer enteignet und deren Land an Dobrowolzen (Kriegsfreiwillige) aus Altserbien und Montenegro verteilt. Mit diesen kam es am 2. Mai 1924 zu einem Zwischenfall, als 200 Dobrowolzen 50–60 Lazarfelder Bauern während der Arbeit auf ihren Feldern überfielen. 16 Bauern wurden dabei schwer verletzt.
1929 erhielt Lazarevo eine elektrische Straßenbeleuchtung.

### Zweiter Weltkrieg und seine Folgen
Bis 1941 lebten die Banater Schwaben weitgehend friedlich neben den serbischen und ungarischen Nachbarn als Bauern und Handwerker. Nach dem jugoslawischen Staatsstreich vom 27. März 1941 gegen die mit den Achsenmächten sympathisierende Regierung folgte am 6. April ohne Kriegserklärung die Zerschlagung, Besetzung und Aufteilung Jugoslawiens durch deutsche, ungarische und italienische Truppen. Dadurch hatte die friedliche Koexistenz ein Ende.  Am 14. April erreichten deutsche Truppen von Rumänien kommend Lazarevo, wo sie von der Bevölkerung wohlwollend empfangen wurden.
Im jugoslawischen Teil des Banats, zu dem Lazarevo gehörte, wurde eine deutsche Zivil-Verwaltung aus Banater Schwaben errichtet, die der Wehrmacht unterstand. Nach dem Einmarsch wurde zudem die 7. SS-Freiwilligen-Gebirgs-Division „Prinz Eugen“ gegründet, mit dem Ziel Banatdeutsche zum Militärdienst zu bewegen. Noch im Spätsommer meldeten sich 8 Schwaben aus Lazarevo freiwillig. Divisionsstärke konnte allerdings nicht erreicht werden, weshalb im August die Wehrpflicht für die Deutschen des Banat eingeführt wurde. 
Am Samstag, den 30. September 1944, traf von Krajišnik kommend eine Vorhut der Sowjets, etwa 20–25 Mann stark, mit einem Offizier an der Spitze in Lazarevo ein. Diese verließen am Morgen des 1. Oktober den Ort wieder, um zu Mittag desselben Tages mit Verstärkung wiederzukommen. Nach einem deutschen Gegenangriff, bei dem es zu Straßenkämpfen kam, wurde der Kirchturm von deutscher Artillerie zerstört. Der Angriff wurde zurückgeschlagen und es kam in der Folge zu Plünderungen, Vergewaltigungen und willkürlichen Erschießungen durch die Rote Armee.
Die jugoslawische Volksbefreiungsarmee rückte im Oktober 1944 nach und erklärte die Banater Schwaben zu Faschisten, Verrätern und Kriegsverbrechern. Das Vermögen, Haus und Hof wurden meist an treue jugoslawische Partisanen verteilt. Zahlreiche Männer wurden liquidiert, Frauen in sibirische Arbeitslager verschleppt. Andere wurden in streng bewachten Dörfern zusammengetrieben, bei unzureichender Ernährung und einer hohen Sterblichkeitsrate. 308 Lazarfelder starben im Lager Rudolfsgnad. Nachdem Jugoslawien im April 1948 die letzten Lager auflöste, flüchteten die verbliebenen Lazarfelder ins Ausland. Insgesamt gelangten so 1238 Lazarfelder nach Westdeutschland, 204 nach Österreich, 83 in die USA und 51 nach Kanada. Nur 18 blieben in Jugoslawien.
Nach der Vertreibung der deutschen Bevölkerung siedelten die jugoslawischen Behörden Bauern aus Bosnien an.

### Lazarevo heute (2011–heute)
Am 26. Mai 2011 verhafteten serbische Sicherheitskräfte Ratko Mladić in Lazarevo, der sich hier unter dem Namen Milorad Komadić im Haus eines Verwandten versteckt hielt. Für einen daraufhin von der Serbischen Radikalen Partei im Stadtparlament von Zrenjanin eingebrachter Antrag, den Ort in Mladićevo umzubenennen, stimmten am 2. Juni 2011 23 von 67 Abgeordneten. Damit war der Antrag abgelehnt.

## Einwohner
- 1869: 1.508[29]
- 1880: 1.581[29]
- 1890: 1.989[29]
- 1900: 1.813[29]
- 1910: 1.901[29]
- 1961: 3.313
- 1971: 3.430
- 1981: 3.480
- 1991: 3.450
- 2002: 3.300
- 2011: 2.879

## Persönlichkeiten
- Nenad Bjeković (* 1947), jugoslawischer Fußballer
- Jovica Simanić (* 1965), jugoslawischer Fußballer